# Hudsonie tomenteuse
Hudsonia tomentosa
Espèce
La Hudsonie tomenteuse (Hudsonia tomentosa) est une espèce de plantes de la famille des Cistaceae. Elle pousse en Amérique du Nord.